# Andong-ho
Andong-ho (kor. 안동댐) – sztuczny zbiornik wodny w centralnej Korei Południowej, w prowincji Gyeongsangbuk-do, na obszarze miasta wydzielonego Andong, powstały w wyniku spiętrzenia wody na rzece Naktong-gang, dzięki wybudowaniu ziemno-kamiennej zapory wodnej. Zajmuje powierzchnię 51,5 km².

## Charakterystyka
Średnia głębokość zbiornika wynosi około 19,4 m; pojemność całkowita – 1226 mln m³; pojemność średnia – 587 mln m³. Wymiary: średnia szerokość – 1,2 km, długość w osi głównej – 43,5 km. Hydrauliczny czas retencji wynosi 1,33 roku. Powierzchnia zlewni – 1584 km². Roczny średni napływ wody – 827,3 mln m³. Zurbanizowana powierzchnia zlewni – 142 km². Ze względu na typ miktyczny jeziora zaliczany jest do monomiktycznych ciepłych.

## Funkcje
Powstanie dużego zbiornika wodnego w regionie było wymuszone szkodami powodowanymi przez powodzie w dorzeczu Naktong-gang i zdarzający się okresowo brak wody pitnej. Obecnie pełni różne funkcje – gromadzenie wody na potrzeby ludności i przemysłu miasta Andong i regionu, redukcja zanieczyszczenia Naktong-gang i zachowanie odpowiedniego poziomu wody w korycie rzeki w czasie suszy, ochrona przeciwpowodziowa, wykorzystywanie energii wodnej, magazynowanie w celach irygacyjnych.

## Infrastruktura techniczna

### Zapora
Budowę zapory rozpoczęto w 1971. Oddano do użytku 11 października 1976. Zaporę stanowi nasyp ziemno-kamienny. Jej długość wynosi 612 m, wysokość 83 m, szerokość grzbietu 8 m. Szerokość fundamentów zapory to 200 m.

### Elektrownia wodna
Różnicę wysokości tafli wód zbiornika Andong-ho i systemu odprowadzającego wykorzystano, budując elektrownię wodną szczytowo-pompową. Była to pierwsza tego rodzaju elektrownia w Korei Południowej. Jej moc to 90 MW – 2 hydrozespoły po 45 MW. Wytwarza średnio 158 mln kWh energii.

## Glony
W 1993 w zbiorniku stwierdzono występowanie 21 gatunków złotowiciowców z trzech rodzajów: trzy gatunki z rodzaju Chrysosphaerella, siedem ze Spiniferomonas i jedenaście z Paraphysomonas. W okresie badań gatunki te występowały w innych częściach świata, ale w Korei Południowej były nowe. Obecność pięciu z nich stwierdzono wcześniej w Korei Północnej, ale pozostałych szesnaście nigdy nie obserwowano na Półwyspie Koreańskim.